# بال‌ها (فیلم ۱۹۲۷)
بال‌ها (به انگلیسی: Wings) فیلمی محصول سال ۱۹۲۷ کشور آمریکا به کارگردانی ویلیام ولمن و تهیه‌کنندگی لوسین هابرد است که در نخستین دوره جوایز اسکار برنده جایزه بهترین فیلم شد.

## خلاصه داستان
داستان این فیلم، دربارهٔ زندگی و عشق خلبانان هواپیماهای جنگنده در جنگ جهانی اول است. عشق دو مرد، یکی پولدار و یکی از طبقهٔ متوسط که عاشق یک زن زیبا می‌شوند و پس از آن و با شروع جنگ جهانی اول، به عنوان خلبان، به جنگ می‌روند.

## بازیگران
- کلارا بو
- بادی راجرز
- ریچارد آرلن
- گری کوپر
- جوبینا رالستون
- ال برندل
- ریچارد تاکر

## نکات جالب توجه
- این فیلم با بودجهٔ تمام شدهٔ ۲ میلیون دلار آمریکا ساخته شده بود.
- این فیلم، اولین فیلم تاریخ سینما است که موفق به دریافت دو جایزه اسکار و همچنین جایزهٔ اول بهترین فیلم اسکار و بهترین افکت مهندسی اسکار، شده‌است.
- این فیلم، اولین فیلم شناخته شده‌ای است که اولین بوسهٔ بین دو مرد (در این فیلم، به نشانه اتحاد و برادری) صورت گرفت.
- این فیلم، اولین فیلمی در تاریخ سینمای جهان است، که رتبهٔ A کشور انگلستان (معادل PG13 آمریکا) را گرفته‌است.